# Kasai Morio
Kasai Morio (jap. 葛西 森夫; * 1922 in der Präfektur Aomori; † 29. September 2008) war ein japanischer Chirurg und Kinderchirurg. Er entwickelte die „Kasai-Operation“, eine heute noch praktizierte Operationsmethode zur Behandlung der seltenen angeborenen Gallengangatresie.

## Leben
Zum Ende des Zweiten Weltkrieges begann Kasai sein Medizinstudium in Sendai. Seinen Abschluss erlangte er 1947 an der „School of Medicine“ der Tohoku-Universität. Dort blieb er für seine chirurgische Weiterbildung und begann schließlich an deren sogenannten Zweiten Chirurgischen Abteilung zu arbeiten. Seine Laufbahn begann er als Allgemeinchirurg zu einer Zeit, in der die Kinderchirurgie in Japan noch nicht als eigenständige Fachrichtung wahrgenommen wurde. Als Befürworter eines Modells wissenschaftlicher Chirurgie konzentrierte er sich in seinen frühen Forschungen auf den Wasser- und Elektrolyt-Haushalt mit besonderer Beachtung der postoperativen Flüssigkeitstherapie bei Kindern. 1959 absolvierte Kasai ein einjähriges Forschungsstipendium an Children’s hospital of Philadelphia, dass zu seiner lebenslangen Hinwendung zur Kinderchirurgie führte. Nach seiner Rückkehr wurde Kasai zum Dozenten für Chirurgie an der Tohoku-Universität befördert. 1963 wurde er schließlich Professor und Chef der Zweiten Chirurgischen Abteilung. Diese Position hielt er inne, bis er sich schließlich aufgrund interner akademischer Bestimmungen im Alter von 63 Jahren emeritierte. Nach der Emeritierung 1986 wurde er Direktor des NTT Tohoku Hospital, an dem er bis zu seinem endgültigen Ruhestand 1993 tätig war. Er fuhr bis zu seinem Tod fort, die Chirurgie und insbesondere die Kinderchirurgie zu beeinflussen, obwohl er seit 1999 durch einen Schlaganfall behindert war.

## Werk
Morio Kasais Ansehen in der westlichen Hemisphäre gründet sich hauptsächlich auf seinen umfassenden Beitrag zum Wissen um die seltene angeborene Gallengangatresie und insbesondere den Fortschritten in ihrer Behandlung. In den 1950er Jahren wurde diese Fehlbildung als unabwendbar tödlich verlaufend angesehen. Kasais Anstrengungen, den Krankheitsprozess zu verstehen, der zum Verschluss der Gallenwege, gefolgt von Gallenstau und Leberzirrhose führte, ebneten den Weg für die chirurgische Intervention, die er entwickelte. 1955 operierte er einen 72 Tage alten Säugling mit Verschluss der Gallenwege. Dabei konnte er keinerlei Gallengänge in der Leberpforte finden. Bei weiterer Präparation entstand eine ausgeprägte Blutung, die er zum Stillstand brachte, indem er den Zwölffingerdarm über der Leberpforte vernähte. Nach der Operation tauchten erstaunlicherweise Gallenfarbstoffe im Stuhl des Patienten auf und seine Gelbsucht verschwand vollständig. Die originale Veröffentlichung des Operationsverfahrens, das wissenschaftlich Hepatoporto-Enterostomie genannt wird, erschien 1959 in der japanischen Fachzeitschrift Shujutsu. Diese chirurgische Innovation bekam erst in den 1960er Jahren auch internationale Beachtung, nachdem sie erstmals übersetzt und in englischsprachigen Fachzeitungen veröffentlicht wurde. Erste Versuche, die Kasai-Operation in den Vereinigten Staaten nachzuahmen, waren erfolglos. Viele amerikanische Chirurgen fuhren nach Japan, um ihre Operationstechnik bei Morio Kasai zu perfektionieren, bis schließlich Mitte der 1970er Jahre auch in vielen Kliniken in den USA erfolgreiche Behandlungsergebnisse erzielt wurden, mehr als ein Jahrzehnt nach der Einführung in Japan.